# Falschfahrer

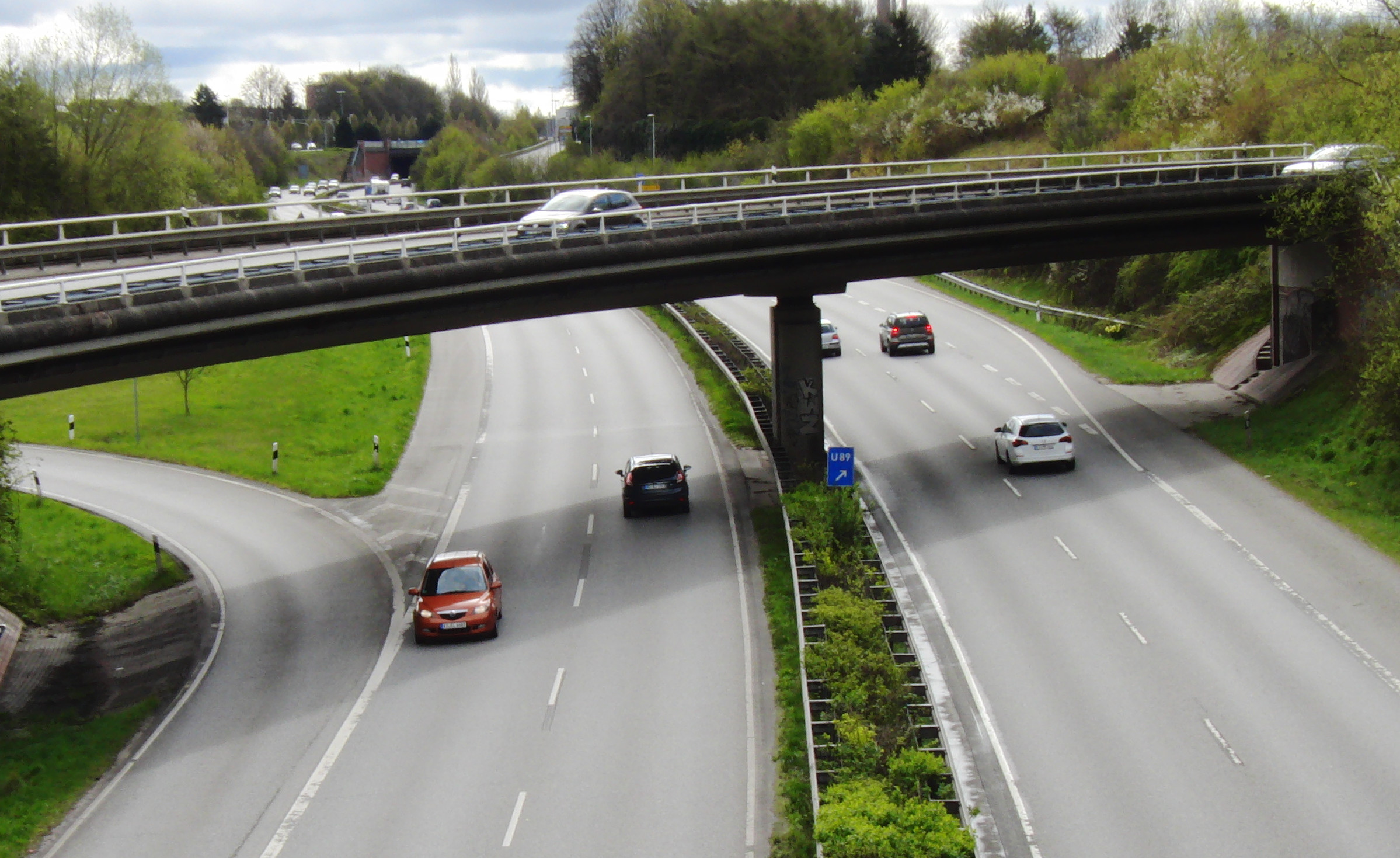
Falschfahrer

Als Falschfahrer – umgangssprachlich auch Geisterfahrer – bezeichnet man Benutzer einer Autobahn oder einer Straße mit geteilten Richtungsfahrbahnen, die entgegen der vorgeschriebenen Fahrtrichtung fahren.
Bei Falschfahrten wird der Vertrauensgrundsatz durchbrochen. Dadurch sind Falschfahrer eine massive Gefahr für den Straßenverkehr, vor allem auf Autobahnen. Sie verursachen wiederkehrend schwerste Verkehrsunfälle. 
Das Fahren auf Radwegen entgegen der eigentlichen Fahrtrichtung ist innerorts eine der Hauptursachen für Unfälle mit Personenschäden bei Radfahrern. Dies wird umgangssprachlich auch als „Geisterradeln“ bezeichnet. 
Linksfahrende Verkehrsteilnehmer trotz Rechtsfahrgebots sind ebenfalls Falschfahrer; sie sind hier jedoch ebenso wenig wie entgegen der vorgeschriebenen Richtung fahrende Fahrzeugführer in Einbahnstraßen gemeint. Ein orientierungsloser Autofahrer, der unter Beachtung aller Vorschriften irrtümlich in die nicht gewollte Richtung fährt, entfernt sich vom Fahrtziel und ist im weitesten Sinne auch ein Falschfahrer.

## Allgemeines

„Stop falsch!“ in Österreich

### Etymologie
Der Begriff des Geisterfahrers ist in Deutschland um das Jahr 1975 entstanden. Es wird angenommen, dass er auf den Begriff des Geisterschiffs zurückzuführen ist.

### Ursachen und Motive
Zum Falschfahrer können Auto- und Fahrradfahrer aus verschiedensten Gründen werden, beispielsweise:
- aufgrund schlechter oder unübersichtlicher Beschilderung von Auf- und Abfahrten
- aufgrund einer unübersichtlichen Beschilderung und Fahrbahnführung in Baustellen
- aufgrund ungewöhnlicher Verkehrsführungen im Bereich von Auf- und Abfahrten (beispielsweise Abfahrten, die von rechts kommend die nach links führende Auffahrtspur kreuzen und in die falsch abgebogen wird)
- durch falsches Auffahren von Autobahnraststätten oder Parkplätzen
- aufgrund starker Beeinträchtigung der Sicht durch widrige Wetterverhältnisse oder Sonnenblendung
- aufgrund Überforderung durch Alter oder Drogeneinfluss, beispielsweise bei Trunkenheit im Verkehr
- durch Unachtsamkeit
- durch Wenden oder Umdrehen auf der Autobahn, nachdem irrtümlich aufgefahren oder eine Abfahrt verpasst wurde
- aufgrund einer Suizid- oder erweiterten Suizidabsicht
- als Mutprobe[3]
- aufgrund der Gewöhnung an Linksverkehr oder Rechtsverkehr
- aufgrund der Ansage im Navigationssystem „Bitte wenden!“
- zum Umfahren eines Staus[4][5]
- bei Radfahrern entgegen der erlaubten Fahrtrichtung auf Radwegen: aufgrund von Bequemlichkeit und Nachlässigkeit oder ungeeigneter Fahrradinfrastruktur

### Prävention

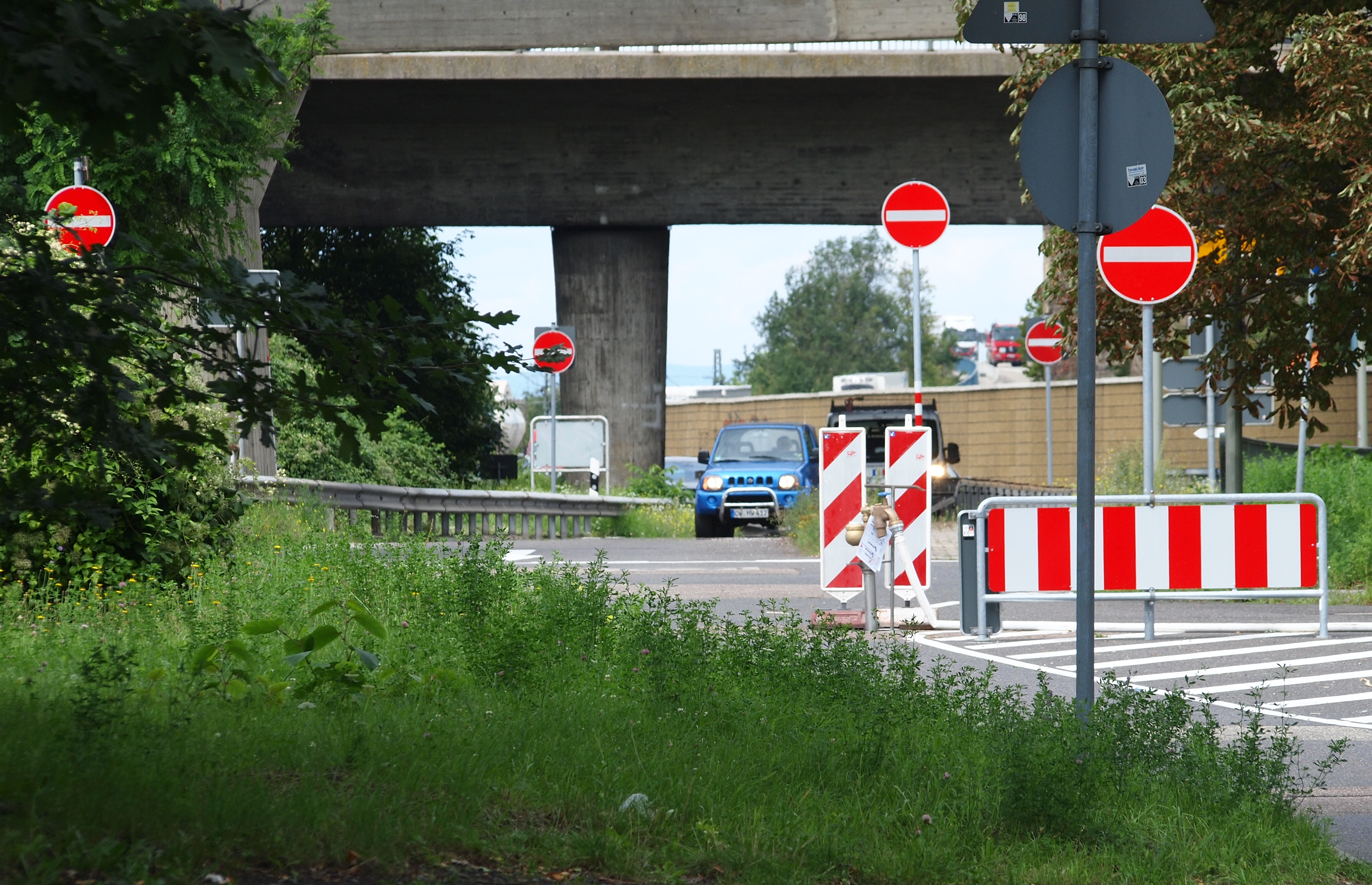
Verstärkte Beschilderung an der Karlsruher Südtangente

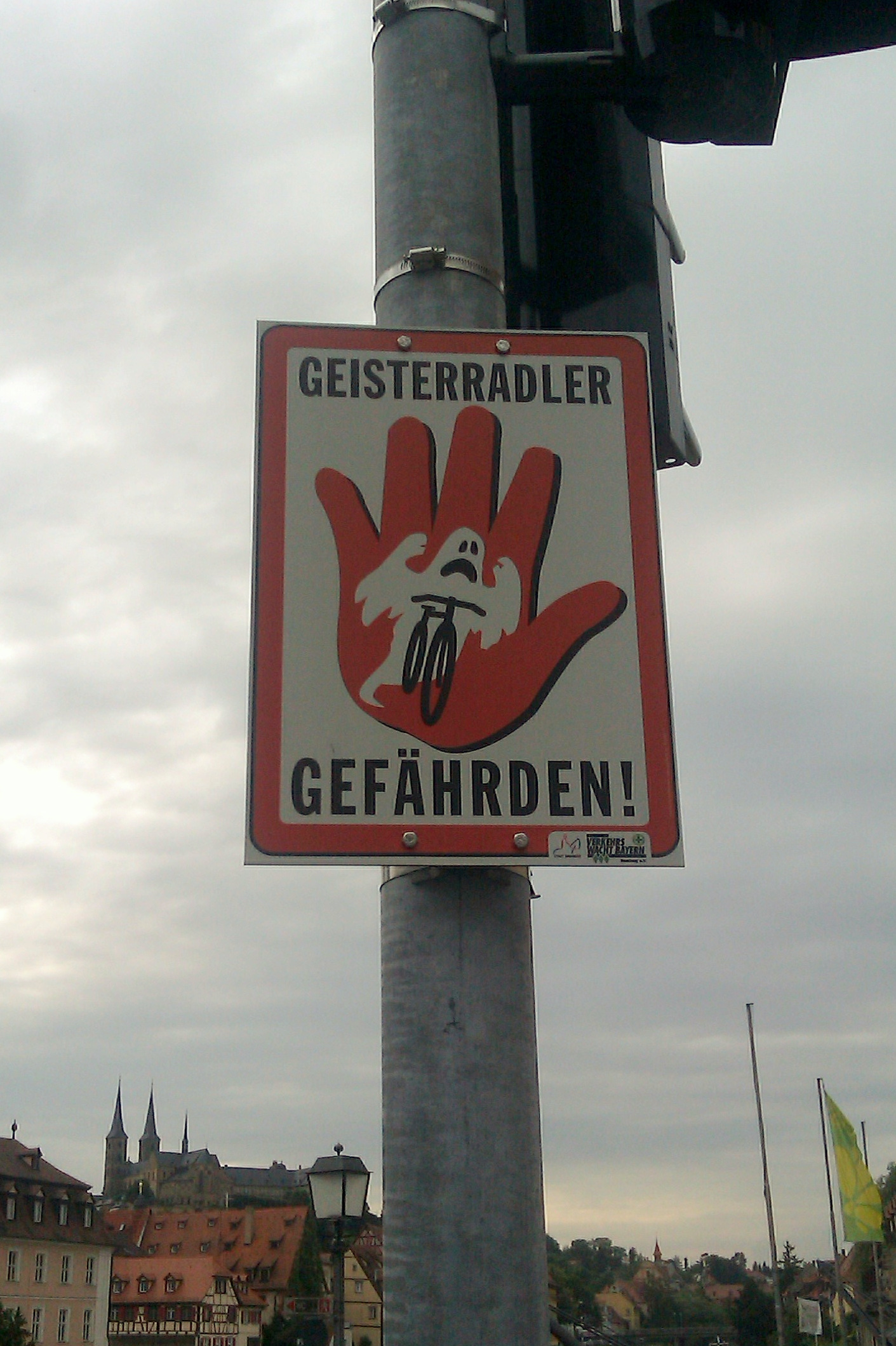
Hinweisschild für Radfahrer in Bamberg

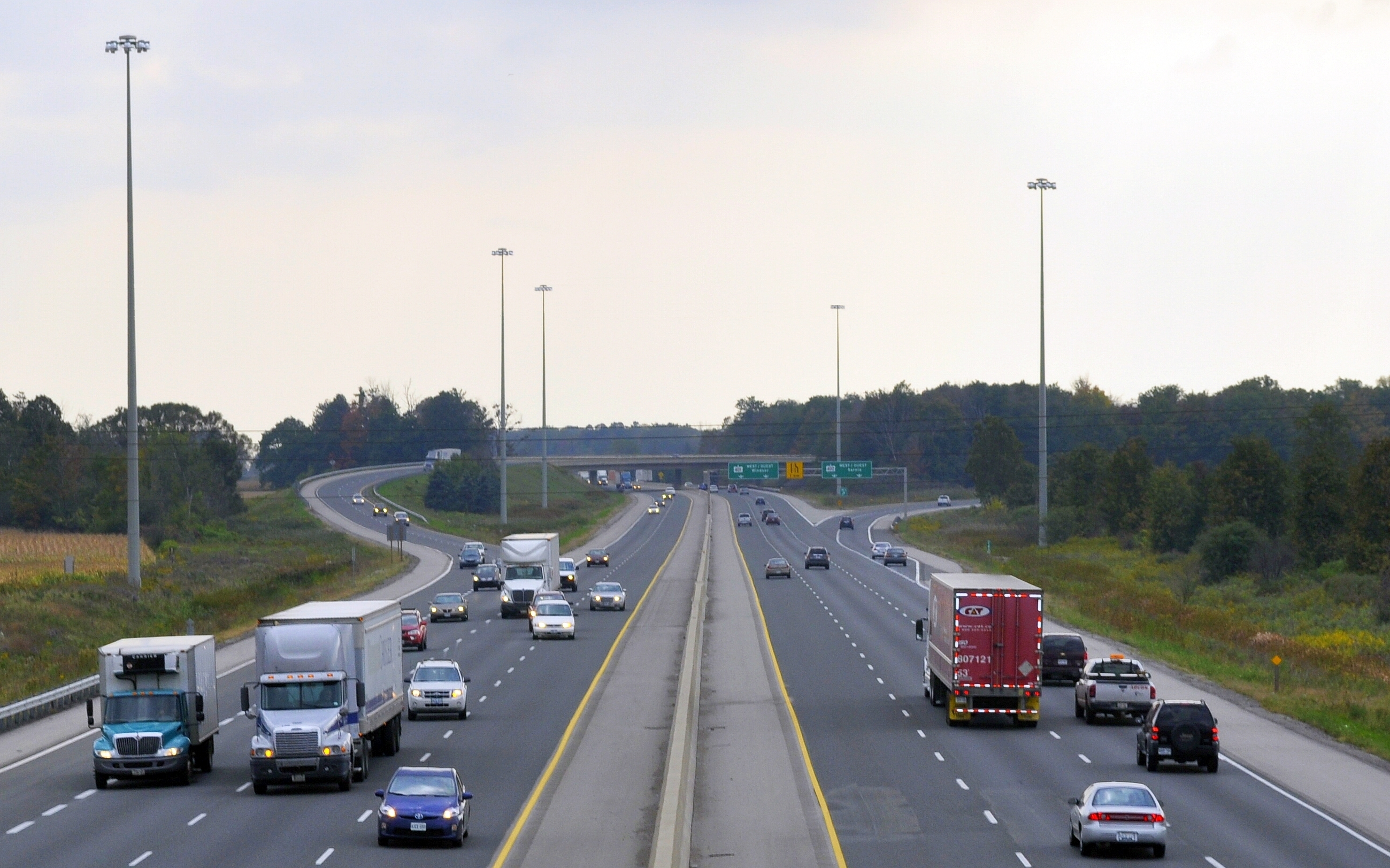
Auf nordamerikanischen (hier: Ontario) Autobahnen ist die in Fahrtrichtung linke Fahrbahnrandmarkierung gelb, so dass die Fahrtrichtung auf jedem Straßenabschnitt immer zu erkennen ist.

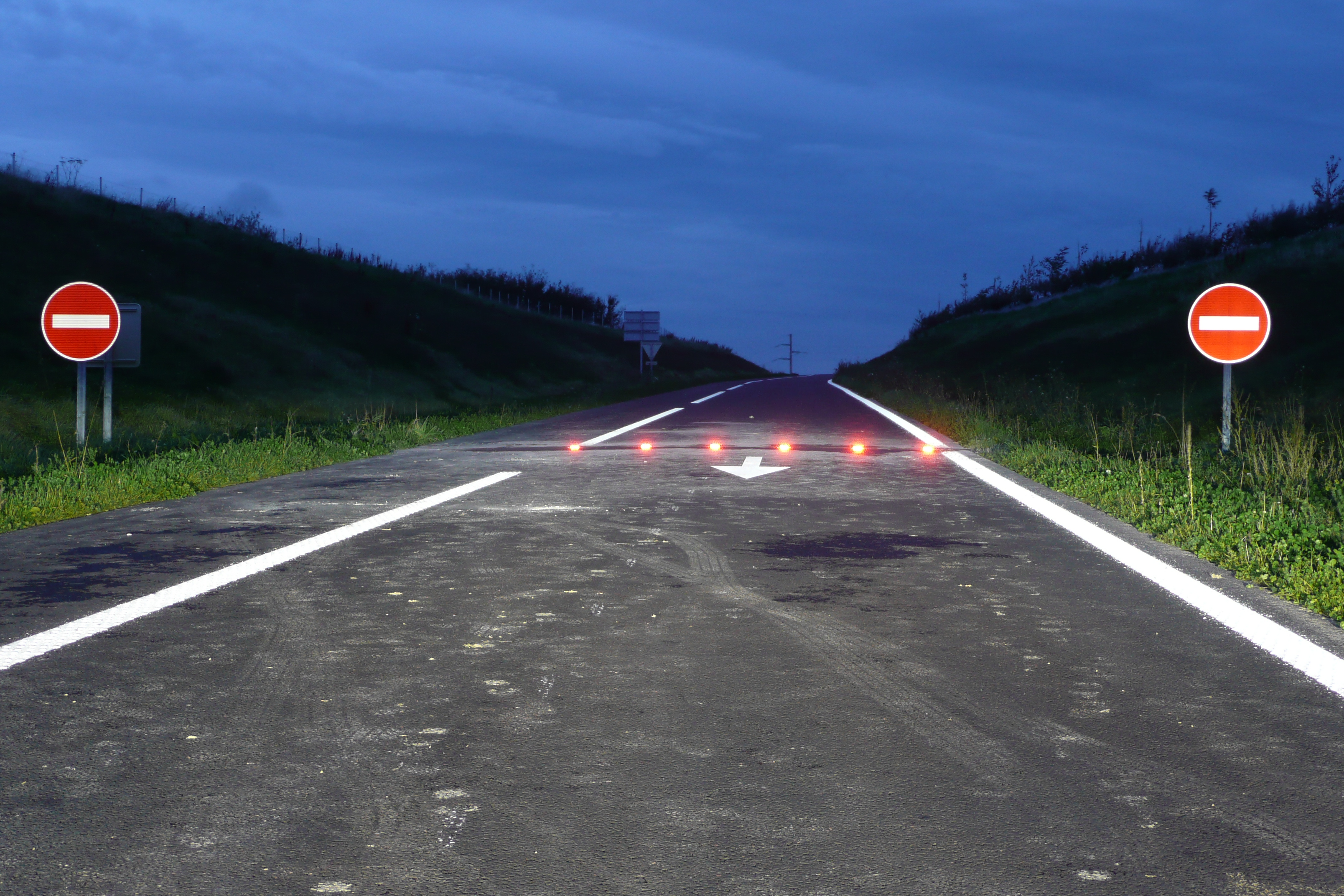
Geisterfahrerprävention – Frankreich

Mit eindeutiger Beschilderung – insbesondere „Einfahrt verboten“ – wird versucht, versehentlichen Geisterfahrten vorzubeugen. Ein Verhindern von Geisterfahrten mit technischen Hilfsmitteln ist schwierig. Es gab Überlegungen, mit technischen Einrichtungen, beispielsweise so genannten Krallen, ein Auffahren in die Gegenrichtung durch Beschädigen der Autoreifen zu verhindern. Dies würde aber der Feuerwehr und Rettungsdiensten das Erreichen eines Einsatzortes in Gegenrichtung erschweren, wenn die Autobahn in regulärer Richtung gesperrt ist. Auch ist die Wirkung bei Eis oder Schnee nicht immer die gewünschte.
In Österreich wurde 1997 mit Hilfe von Warntafeln mit der Prävention gegen Geisterfahrer begonnen. Diese Tafeln sind insofern ein Unikum im Straßenverkehr Österreichs, als sie nicht mit Steuergeldern finanziert werden, sondern ausschließlich durch Einnahmen für Werbung, die sich auf der Rückseite der Tafeln befindet, was andererseits auf Autobahnen und Schnellstraßen üblicherweise verboten ist. Zur Reduktion von Geisterfahrten setzt die ASFINAG auf folgende Maßnahmen:
- mehr als 400 Geisterfahrer-Warntafeln in den Auffahrtsbereichen
- Sensoren auf der Fahrbahn, die bei Geisterfahrern alarmieren
- etwa 20 Geisterfahrerkrallen
- Evaluierung auffälliger Streckenabschnitte und Anpassung von Beleuchtung, Schildern, Bodenmarkierungen sowie Umbauten
- dreidimensional erscheinende Bodenmarkierungen als optisches Hindernis (testweiser Einsatz)

In manchen Bezirken Kanadas, beispielsweise der Provinz Ontario, werden die zwischen Fahrbahnen für entgegengesetzte Fahrtrichtungen liegenden Mittel- und Randlinien in Gelb ausgeführt, so dass die korrekte Fahrtrichtung auf jedem Straßenabschnitt immer zu erkennen ist.

#### Geisterfahrerwarnsystem
Mercedes-Benz hat Anfang 2013 für die S-Klasse ein Warnsystem angekündigt, das zusammen mit der Continental AG entwickelt wurde. Es erkennt die Kombination von zwei Verbotsschildern und einem Pfeil, wie sie zur Kennzeichnung von Autobahnauffahrten dienen. Gleichzeitig wird das Ergebnis mit den Daten des Navigationssystems abgeglichen. Besteht die Gefahr, dass jemand eine falsche Auffahrt benutzt, gibt es, ähnlich wie bei einer offenen Tür, eine „Rote Warnung“. Der Fahrer wird akustisch und mit einer Nachricht gewarnt. Das Assistenzsystem nutzt eine Kamera, die jetzt bereits zur Erkennung von Tempo-Begrenzungen Verwendung findet.

### Verhalten
Es wird häufig empfohlen, bei einem im Verkehrsfunk gemeldeten Falschfahrer äußerst rechts zu fahren und nicht zu überholen. Außerdem sollte man versuchen, über das Abblendlicht und weitere Beleuchtung vom Falschfahrer frühzeitig erkannt zu werden. Die Betätigung der Lichthupe, um auf das Fehlverhalten des Falschfahrers aufmerksam zu machen, ist zulässig.
Falschfahrern, welche ihr Fehlverhalten bemerken, wird empfohlen, mit dem Fahrzeug an der Mittelleitplanke stehenzubleiben, auszusteigen, sich auf den Grünstreifen (Fahrbahnteiler) zu „retten“ und anschließend die Polizei zu informieren.

### Verkehrs- und anderer Warnfunk
Mit Verkehrsdurchsagen im Hörfunk versucht man, die anderen Verkehrsteilnehmer vor gemeldeten Falschfahrern zu warnen und so den Schaden zu begrenzen. Dabei werden meist Warnungen für beide Richtungsfahrbahnen ausgesprochen, da die Meldungen häufig von Verkehrsteilnehmern stammen und man einer möglichen Verwechslung der benannten Fahrtrichtung vorbeugen möchte. Meldungen über Falschfahrer werden im Hörfunk mit höchster Priorität behandelt; viele Sender unterbrechen für sie sogar Musiktitel oder Nachrichten. Auch über den TMC werden die Warnmeldungen gesendet. Die Verarbeitung der Meldungen in Navigationssystemen ist nach einem gemeinsamen Test von ADAC und der Fraunhofer-Gesellschaft noch sehr verbesserungswürdig (Stand: Ende 2012).

## Länderspezifisches

### Falschfahrer in Deutschland
In Deutschland kommt es täglich zu Radiomeldungen über Falschfahrer, allerdings beruhen einige dieser Meldungen auf falschen Beobachtungen bzw. Informationen. Lediglich das Bundesland Bayern führt eine offizielle Fallstatistik.
1978 gab es insgesamt 1.788 Autofahrer, die auf Autobahnen oder anderen mehrspurigen Straßen in verkehrter Fahrtrichtung gefahren sind. Die Zahl ging bis 1981 auf 1.100 zurück, dem war eine bessere Beschilderung von Autobahnzufahrten und Abzweigungen vorausgegangen.
Im Jahr 2010 wurden in Bayern an der A 3 sowie der A 8 im Rahmen eines Pilotversuches Schilder aufgestellt, die bis auf kleine Unterschiede den in Österreich verwendeten gleichen. Im Oktober 2011 platzierte man solche Schilder außerdem zwischen Marktl und Mühldorf am Inn, da es hier besonders oft zu Unfällen mit Geisterfahrern kam. Nach fünf Jahren Testphase fiel Anfang 2016 die Entscheidung, die gelben Warnschilder nach österreichischem Vorbild nicht bundesweit an Autobahnen einzusetzen. Der Grund: die Fallzahlen sind zu gering, um einen statistisch relevanten Zusammenhang zum Nutzen der Warnschilder herzustellen. Besonders auf Personen mit Suizidabsicht oder Jugendliche, die eine Mutprobe durch das Falschfahren absolvieren, haben solche Schilder keinerlei Einfluss.
Im Dezember 2012 veröffentlichte der ADAC eine Untersuchung für die beiden Jahre 2010 und 2011, in der rund 30 als besonders auffällige Autobahnen für Falschfahrten identifiziert werden konnten. Dabei handelt es sich zum Großteil um Straßen mit dreistelligen Autobahn-Nummern, die meist als Zubringer oder Verbindungsstrecken in Ballungsräumen fungieren. Zu den zehn gefährlichsten Autobahnen gehören, nach dieser Studie, die: A 98, A 255, A 293, A 391, A 516, A 559, A 562, A 643, A 661 und die A 980. Ebenfalls stellte sich in der Studie heraus, dass die Anzahl der Falschfahrer am Wochenende und dann vor allem in der Nacht um das Doppelte ansteigt, die Häufigkeit von Warnmeldungen liegt hier zwischen 20 und 23 Prozent, an Wochentagen beträgt diese lediglich elf bis zwölf Prozent. Über die Hälfte der Irrfahrten beginnt an den Anschlussstellen (51 %), gefolgt von den Autobahndreiecken und -kreuzen (17 %), elf Prozent auf freier Strecke, an den Tank- und Rastanlagen sowie Parkplätzen sechs Prozent, und am Autobahnbeginn zwei Prozent. Die restlichen 13 Prozent sind als „sonstige“ in der Statistik zusammengefasst. 1.914 Falschfahrer wurden 2012 im Verkehrsfunk von deutschen Autobahnen gemeldet. Die meisten Meldungen gehen zwischen August und Oktober ein.

### Geisterfahrer in Österreich

Das Gefahrenzeichen 14a. „Achtung Falschfahrer“ (Österreich) existiert nur als Leuchttafel bei Bedarf.

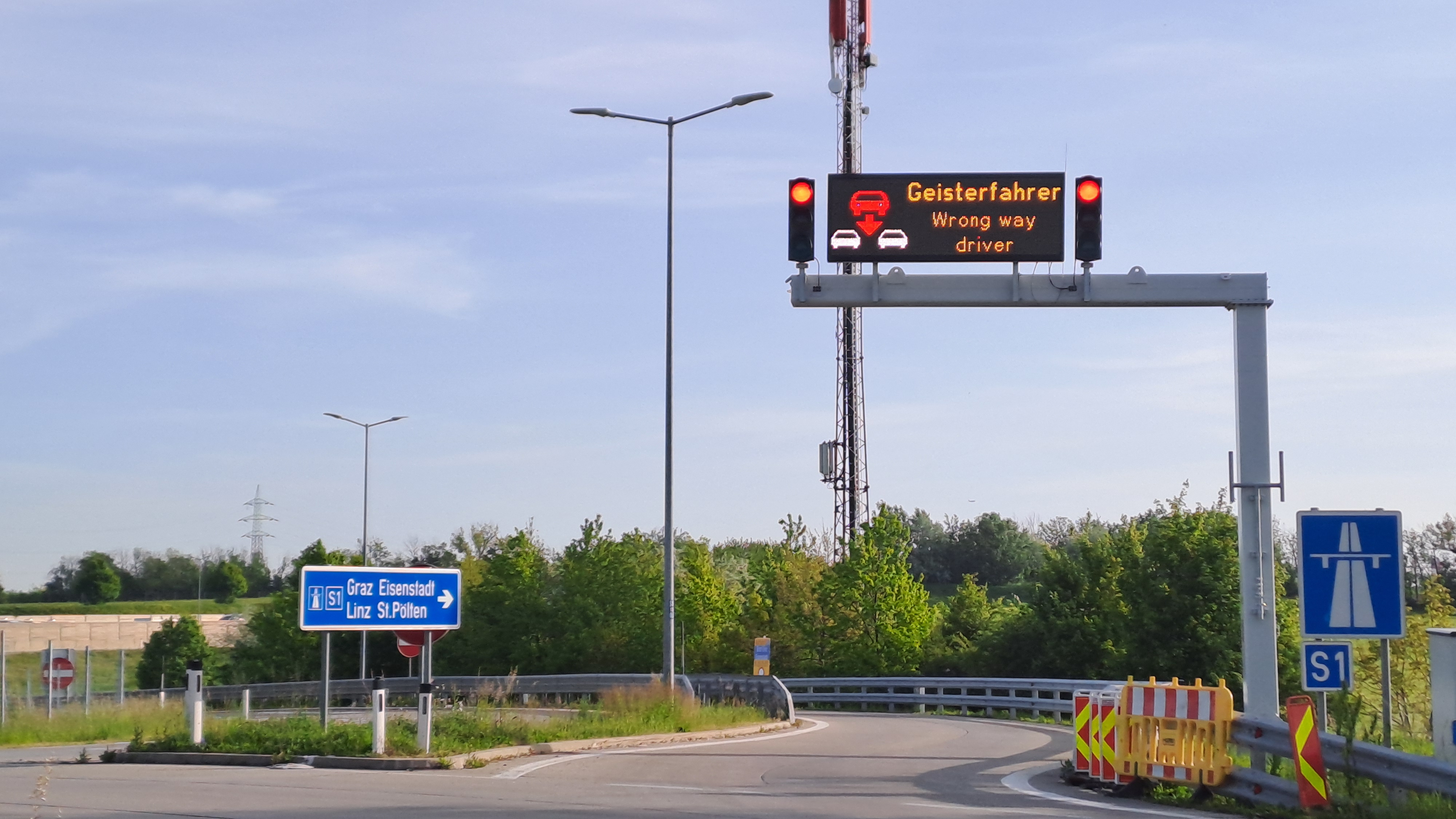
Anzeige des Verkehrszeichens und zweisprachigem Warnhinweis auf einer elektronischen Anzeigetafel an einer Auffahrt der S1 nahe Wien im April 2024

Das Phänomen „Geisterfahrer“ tritt in Österreich überdurchschnittlich häufig auf. So musste der österreichische Hörfunksender Ö3 sein Programm im Jahr 2008 497-mal (2007: 519; 2006: 486) für eine Geisterfahrerwarnung unterbrechen, während der MDR-Sender Jump in einem mit Österreich vergleichbar großen Sendegebiet im Jahr 2005 lediglich 105 Geisterfahrer verzeichnete. Als Gründe für das hohe Auftreten von Geisterfahrern in Österreich werden vor allem die oft unübersichtlichen Autobahnauffahrten genannt, welche aufgrund der Topografie meist auf sehr engem Raum realisiert werden müssen. Erst im Jahr 2011 wurde mit 366 ein Niedrigststand an Meldungen erreicht. Erstmals seit 1987 kam auch kein Mensch ums Leben. 2016 verzeichnete einen weiteren Rückgang, aber zwei getötete Geisterfahrer.
2015 kam es zu 383 Geisterfahrerwarnungen, davon 102 in Niederösterreich, 79 in der Steiermark, 50 in Tirol, 47 in Oberösterreich, 33 in Kärnten, 29 in Salzburg, 17 in Wien, 14 in Vorarlberg und 12 im Burgenland. Niederösterreich führte damit zum achten Jahr in Folge die Statistik an. Geisterfahrer verursachten insgesamt 14 Unfälle mit 14 Verletzten, Tote gab es keine. Die meisten Warnmeldungen gab es am 8. August 2015 mit sechs. Die Süd Autobahn (A2) hatte mit 52 Meldungen die meisten Warnungen, die höchste Dichte gab es mit 14 Meldungen im Raum Linz beim Teilstück Dornach-Knoten Linz der Mühlkreis Autobahn (A7). Laut Ö3-Verkehrsredaktion geschahen die meisten Geisterfahrten an Sonntagen.
Um die Verbotene Einfahrt bei Autobahnausfahrten möglichst auffällig zu gestalten, werden großflächige Tafeln aufgestellt. Zur Finanzierung der Tafeln hat man das auf der Autobahn verhältnismäßig strenge Werbeverbot aufgeweicht und erlaubt, auf der Rückseite dieser Tafeln Werbeflächen, mit denen diese Hinweisschilder finanziert werden, anzubringen.
Da es europaweit kein Verkehrszeichen gab, das auf einen entgegenkommenden Geisterfahrer hinweist, wurde im Jahr 2006, auf Betreiben des damaligen Verkehrsministers Gorbach und gegen einige kritische Stimmen, dass das Zeichen situationsbedingt falsch verstanden werden könnte, das Gefahrenzeichen 14a. „Achtung Falschfahrer“ (§ 50 Z. 14a.) in die StVO eingefügt:
„Dieses Zeichen zeigt an, dass ein Fahrzeug auf einer Richtungsfahrbahn entgegen der vorgesehenen Fahrtrichtung fährt, obwohl das nicht durch Straßenverkehrszeichen oder Bodenmarkierungen erlaubt ist.“
Dem Wortlaut der Z. 14a. folgend, wird dieses Verkehrszeichen ausschließlich im Anlassfall in elektronischer Form auf Wechselverkehrszeichenanlagen angezeigt. Vor Einführung dieses Verkehrszeichens gab es den Begriff Falschfahrer weder im österreichischen Recht noch in der Judikatur. Aus diesem Grund wird in der Öffentlichkeit anstelle des amtlichen weiterhin fast nur der bisherige rechtlich nicht fixierte Begriff Geisterfahrer verwendet.

### Falschfahrer in Frankreich und Italien
In Frankreich und Italien sind viele Autobahnen mautpflichtig. Trotzdem kommen in diesen Ländern Falschfahrer häufig vor. In Frankreich werden 2,4 % der schweren Unfälle und 4,5 % der Verkehrstoten durch Falschfahrer verursacht. Besonders häufig werden diese verursacht von Autofahrern, die an Mautstellen umdrehten.

## Strafbarkeit

### Deutschland
In Deutschland stellt Falschfahren unter Umständen eine Gefährdung des Straßenverkehrs (§ 315c StGB) und damit eine Straftat dar. Der auf Falschfahrer bezogene Teil der Vorschrift lautet: „Wer im Straßenverkehr […] grob verkehrswidrig und rücksichtslos […] auf Autobahnen oder Kraftfahrstraßen wendet, rückwärts oder entgegen der Fahrtrichtung fährt oder dies versucht […] und dadurch Leib oder Leben eines anderen Menschen oder fremde Sachen von bedeutendem Wert gefährdet, wird mit Freiheitsstrafe bis zu fünf Jahren oder mit Geldstrafe bestraft.“ Als Nebenfolge ist eine dauerhafte Entziehung der Fahrerlaubnis nach § 69 StGB möglich, andernfalls kommt ein (mehrmonatiges) Fahrverbot nach § 44 StGB in Betracht.

### Österreich
In Österreich wird das Falschfahren erfasst durch § 177 StGB als fahrlässige Gemeingefährdung. Die Tat kann mit Freiheitsstrafe bis zu einem Jahr bestraft werden. Hat die Tat den Tod eines Menschen oder schwere Körperverletzungen einer größeren Zahl von Menschen zur Folge oder sind durch die Tat viele Menschen in Not versetzt worden, so ist nach § 170 StGB der Täter mit Freiheitsstrafe bis zu drei Jahren zu bestrafen. Wurde der Tod einer größeren Zahl von Menschen verursacht, ist die Strafe Freiheitsstrafe von sechs Monaten bis zu fünf Jahren.

### Schweiz
In der Schweiz ist Falschfahren ein Verstoß gegen Art. 90, Satz 2 Strassenverkehrsgesetz: „Wer durch grobe Verletzung der Verkehrsregeln eine ernstliche Gefahr für die Sicherheit anderer hervorruft oder in Kauf nimmt, wird mit Freiheitsstrafe bis zu drei Jahren oder Geldstrafe bestraft.“ Der Verstoß wird juristisch als abstraktes Gefährdungsdelikt behandelt.

## Bekannte Opfer
- Der US-amerikanische Musiker Criss Oliva kam am 17. Oktober 1993 ums Leben, als er nahe Tampa frontal mit einem alkoholisierten Falschfahrer zusammenstieß. Olivas Frau Dawn wurde schwer verletzt.
- Der deutsche Fußballspieler Roland Wabra kam am 17. Oktober 1994 durch einen Unfall mit einem Geisterfahrer auf der A 6 ums Leben.
- Die österreichische Schauspielerin Doris Schretzmayer hatte 1997 wegen eines Geisterfahrers einen schweren Autounfall.
- Die deutsche Fernsehmoderatorin Alexandra Freund kam am 21. Juni 2001 bei einem Verkehrsunfall auf der A 8 München–Salzburg ums Leben, als ein Geisterfahrer in suizidaler Absicht frontal in ihren Wagen raste.
- Die belgische Politikerin Monika Dethier-Neumann wurde am 17. Oktober 2013 durch einen 87-jährigen Geisterfahrer auf der Autobahn bei Verlaine lebensgefährlich verletzt. Der Unfallverursacher kam mit leichten Verletzungen davon.